# ホーン (ミサイル巡洋艦)
| USS Horne (DLG-30) | |
| 艦歴               | |
| 発注               | 1961年9月20日 |
| 起工               | 1962年12月12日 |
| 進水               | 1964年10月30日 |
| 就役               | 1967年4月15日 |
| 退役               | 1994年2月4日 |
| その後             | 2008年6月29日に標的艦として海没処分 |
| 除籍               | 1994年2月4日 |
| 性能諸元           | |
| 排水量             | 7,930トン |
| 全長               | 547 ft (167 m) |
| 全幅               | 55 ft (17 m) |
| 吃水               | 28 ft 10 in (8.79 m) |
| 機関               | ギヤード蒸気タービン2基、4缶 2軸推進、85,000 shp |
| 最大速力           | 30ノット |
| 航続距離           | |
| 乗員               | 士官、兵員418名 |
| 兵装               | Mk.42 127mm単装砲 1基 Mk.33 76mm連装砲 2基（後日撤去） Mk.15 20mmCIWS 2基（後日装備） Mk.10 連装ミサイル発射機 1基（テリア SAM後にスタンダードSM-2ER、アスロック SUMを発射可能） Mk.141 ハープーンSSM4連装発射筒 2基（後日装備） 533mm連装魚雷発射管 2基（後日撤去） Mk.32 3連装短魚雷発射管 2基（後日装備） |
| 航空機             | SH-2 LAMPS 1機（後日装備） |
| モットー           | Audace Toujours L'Audace (Audacity, Always Audacity) |

ホーン (USS Horne, DLG/CG-30) は、アメリカ海軍のミサイル巡洋艦。ベルナップ級ミサイル巡洋艦の5番艦。艦名はフレデリック・J・ホーン海軍大将に因んで命名された。

## 艦歴
ホーンは1961年9月20日にサンフランシスコ海軍造船所に建造発注され、1962年12月12日に起工する。1964年10月30日にフレデリック・ホーン夫人（ホーン提督の未亡人）によって命名、進水し、1967年4月15日に就役する。
1983年7月20日付けのニューヨーク・タイムズは、ホーンがレンジャー戦闘グループの他の7隻の艦艇と共に1983年7月15日(金)にサンディエゴを出航したことを伝えた。部隊は西太平洋に向かった後、中央アメリカへ方向を変え、ニカラグア、エルサルバドル、ホンジュラスの沖合で訓練および航空作戦に従事した。
部隊は航空母艦レンジャー (USS Ranger, CV-61)、巡洋艦ホーン、リンド・マコーミック (USS Lynde McCormick, DDG-8)、駆逐艦フレッチャー (USS Fletcher, DD-992)、ファイフ (USS Fife, DD-991)、フリゲートマーヴィン・シールズ (USS Marvin Shields, FF-1066)、給油艦ウィチタ (USS Wichita, AOR-1)、高速戦闘支援艦カムデン (USS Camden, AOE-2) から構成された。
26年以上の現役活動の後、1994年2月4日に退役、同日アメリカ海事局に移管され、スイスン湾の予備役艦隊に保管される。2008年6月29日リムパック2008にて標的艦として海没処分された。